# Coptosperma
Coptosperma  es un género con 24 especies de plantas con flores perteneciente a la familia de las rubiáceas. 
Es nativo de Yibuti al sur de África, Arabia  y Océano Índico.

## Especies seleccionadas
- Coptosperma bernierianum (Baill.) De Block 2007
- Coptosperma borbonicum (Hend. & Andr.Hend.) De Block 2007
- Coptosperma cymosum (Willd. ex Schult.) De Block 2007
- Coptosperma graveolens (S.Moore) Degreef 2001 publ. 2002
- Coptosperma madagascariense J.G.García 1958
- Coptosperma zygoon (Bridson) Degreef 2001 publ. 2002